# Huile d'olive de Nîmes

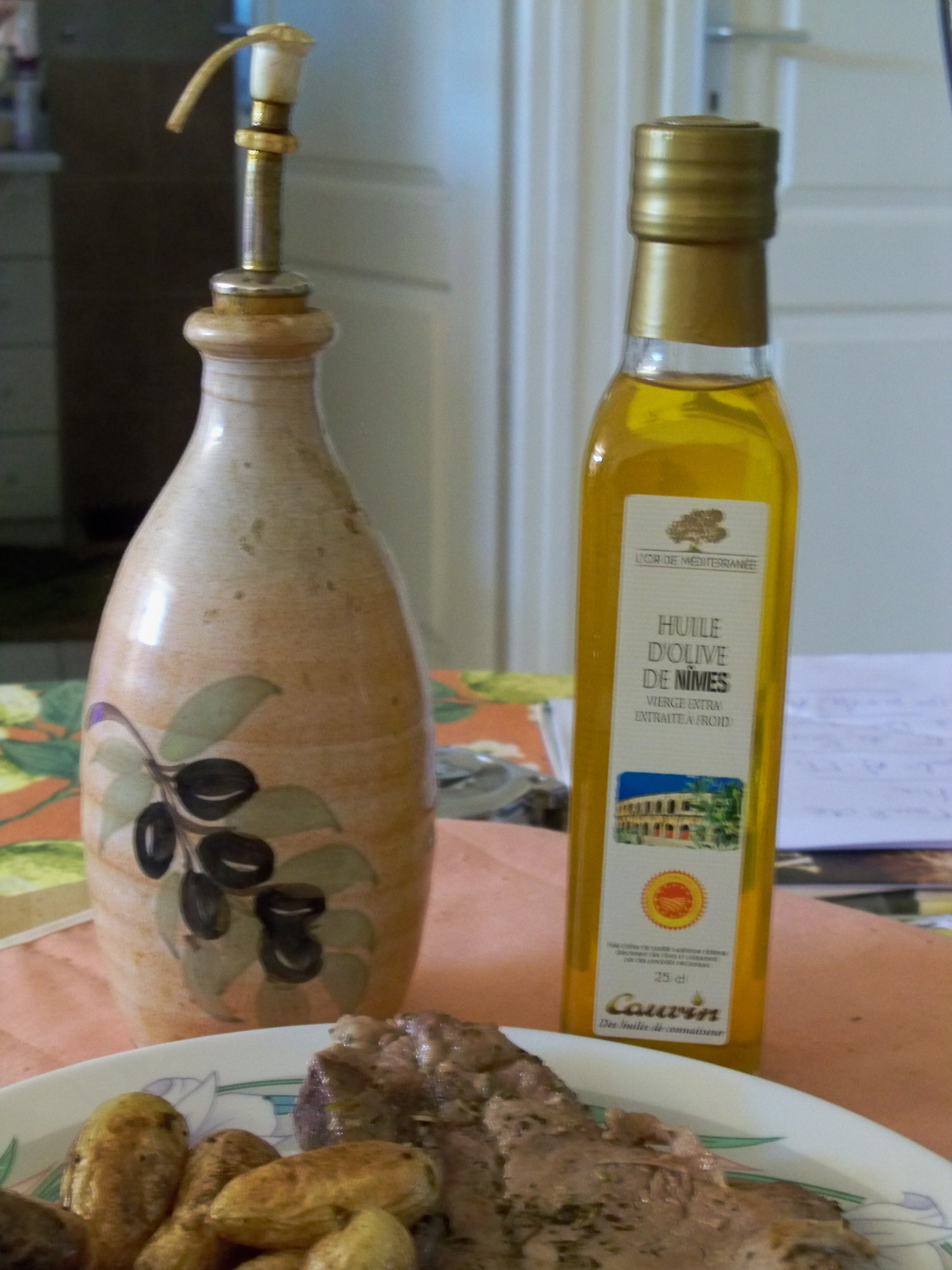
Aceite de oliva de Nimes

Huile d'olive de Nîmes (aceite de oliva de Nîmes) es una indicación geográfica francesa con denominación de origen protegida para los aceites de oliva vírgenes extra que, reuniendo las características definidas en su reglamento, hayan cumplido con todos los requisitos exigidos en el mismo.

## Zona de producción
La zona de producción de los aceites de oliva amparados por la Denominación de Origen Huile d'olive de Nîmes está constituida por terrenos ubicados en los departamentos de Gard y Hérault.